# Tira de banda desenhada

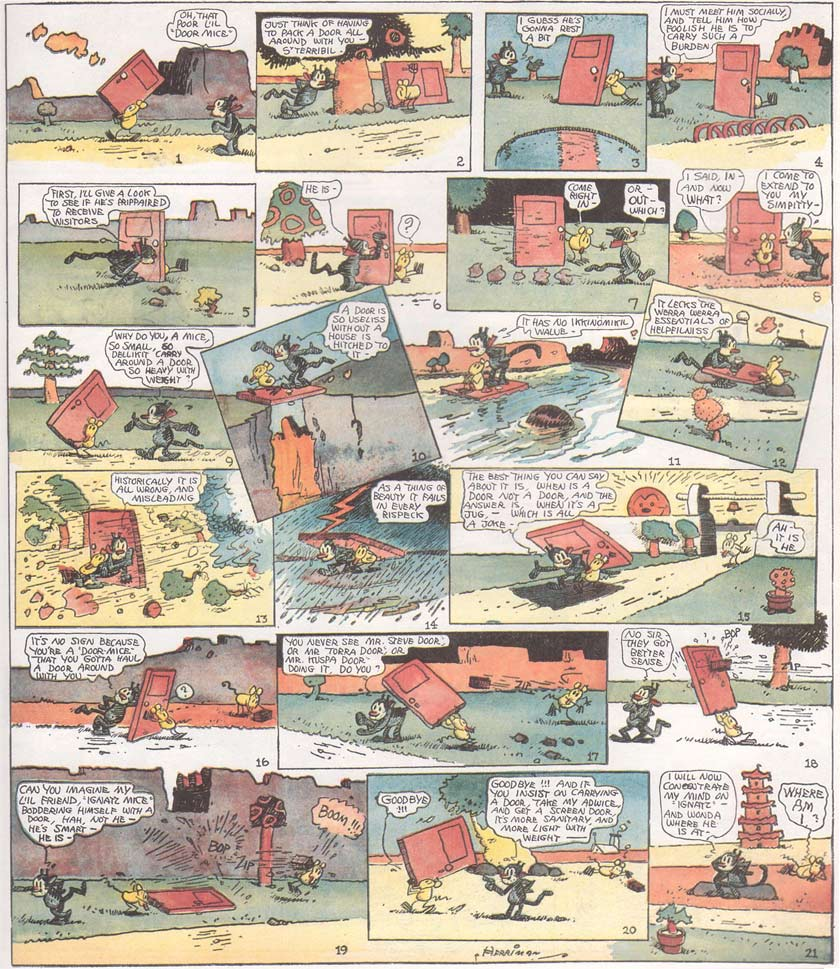
Prancha dominical de Krazy Kat, 1922.

Uma tira de banda desenhada (chamada ainda de tira cómica (português europeu) ou tirinha/tira de quadrinhos (português brasileiro)) é o equivalente em português do termo inglês comic strips, o qual se refere a uma apresentação possível de banda desenhada, caracterizada por uma série de vinhetas, publicada regularmente (normalmente, diariamente ou semanalmente), em jornais, revistas e mais recentemente nas páginas da Internet (webcomics). Estrutura-se em enunciados curtos, e traz um conteúdo em que predomina a crítica, com humor, a modos de comportamento, valores, sentimentos, destacando-se, portanto, nessa composição, códigos verbais e não-verbais.
Havia mais de 200 histórias em quadrinhos diferentes e painéis diários de desenhos animados apenas nos jornais americanos todos os dias durante a maior parte do século XX, totalizando pelo menos 7 300 000 episódios.
As tiras são escritas e desenhadas por um artista de banda desenhada ou cartunista. Como o nome indica, as tiras de quadrinhos podem ser bem-humoradas (por exemplo, tiras "engraçadas", como Blondie, Bringing Up Father, Marmaduke e Pearls Before Swine).
A partir do final da década de 1920, as histórias em quadrinhos se expandiram de suas origens alegres para contar histórias de aventura, como Popeye, Captain Easy, Buck Rogers, Tarzan e As Aventuras de Tintin. Tiras de soap opera como Judge Parker e Mary Worth ganharam popularidade na década de 1940. Todos são chamados, genericamente, de banda desenhada, embora o cartunista Will Eisner tenha sugerido que "arte sequencial" seria um nome melhor em termos de gênero.
No Reino Unido e no resto da Europa, as tiras também são serializadas em revistas de banda desenhada, com a história de uma tiras às vezes continuando por três páginas ou mais. Tiras de banda desenhada apareceram em revistas americanas como Liberty e Boys 'Life e também nas capas de revistas, como a série Flossy Frills no suplemento do jornal The American Weekly Sunday.
Alguns exemplos de tiras:
- cartum (em inglês single panel) - cartum é um narrativa de apenas um quadro ou vinheta.[6] Muitos cartuns são sindicalizados e publicados diariamente, em uma página de jornal.[7]
- tira diária (em Inglês, daily strip)[8] - tiras que se desenvolvem em algumas entre três e quatro vinhetas horizontais, alinhados horizontalmente e geralmente publicadas em preto e branco por causa do ritmo de publicação.[1]
- pranchas dominicais (em Inglês, sunday strip) - normalmente enchem uma página e são publicadas em cores.[9]
- topper - pequena tira publicada na junto com a prancha dominical.[10]
- Yonkoma - tiras de origem japonesa, possuem quatro vinhetas verticais.[11]

Não necessariamente este tipo de apresentação de banda desenhada tem de ser cómico (outros géneros que têm sido explorados são a familiar, aventura, mistério, espionagem, policial, drama e super-heróis, entre outros).
Geralmente as tiras são publicadas em jornais por ação dos syndicates.